# 等伯
『等伯』（とうはく）は、安部龍太郎による、安土桃山から江戸初期にかけて活躍した絵師・長谷川等伯の生涯を描く長編小説。2012年に日本経済新聞出版社として上下2巻の単行本で刊行された。同年第148回直木賞受賞。

## 概況
2011年1月から2012年5月まで日本経済新聞朝刊に連載され、 2012年9月加筆修正のうえで単行本化。また2015年9月文庫化（上下巻）。小説の時間設定は戦国（永禄年間）～江戸初期（慶長年間）で、場所は能登～越中～芹川～近江～京～大坂～堺など。作者の安部は受賞後この作品と向き合ったことで「等伯に作家としての力量を上げてもらった」「このような晴れやかな日が僕の人生に訪れるとは思っていなかった。読者に感謝の気持ちでいっぱい」と喜びを語った。
それから、本作の執筆は主人公が 武将と違うため文献資料にあまり頼れない。残された水墨画や仏画などと「虚心坦懐に向き合って」書き進めるしかなかった。

## 主要登場人物
- 長谷川又四郎信春（のち等伯、絵師）
- 静子（信春の妻）
- 久蔵（信春の長男）
- 清子（信春の二番目の妻、堺の油屋の娘）
- 奥村武之丞（信春の実兄、畠山家の家臣）
- 狩野永徳（朝廷の御用絵師）
- 夕姫（畠山義綱の娘、三条西家に嫁入り）
- 近衛前久（関白）
- 豊臣秀吉（天下人）
- 千利休（茶人）

## 評価
| 選考委員   | 評語 |
| ---------- | --- |
| 宮部みゆき | 「等伯は等伯だから偉大なのではなく、等伯になろうとあがき続けたその道程が偉大だった。実在の著名な人物の一代記、しかも大長編でありながら、読み始めたらやめられないページターニングな小説になったのは、安部さんがただ等伯を讃えるだけでなく、最良の形でこの「There is also a man」も描いたからだと思います。」                  |
| 伊集院静   | 「長谷川等伯は狩野派に対して異端の存在であるが、このような歴史上の人物を描くと必要以上に奇異なキャラクターをつけてしまいがちだが、安部氏は長い経験がそれを上手くこしらえている。さすがだと思った。他の選考委員よりこの数年本賞から輩出した歴史小説と比べて遜色なくむしろ上との見解に最後に票を入れた。」                     |
| 浅田次郎   | 「読み始めるとじきに、選者の立場を忘れて一読者となった。推した理由の第一はそれである。」「この作品には、作家の読者に対する誠意と責任が結実しており、細部を論ずるまでもなく受賞作にふさわしいと感じた。」 |
| 桐野夏生   | 「武士である自分と、画家である自分とがせめぎ合う時代が長く描かれる。画家の長い一生を書くからには、避けて通れないテーマだったのかもしれないが、それ故に画家の「狂乱」はなかなか描かれない。そこがやや冗長に感じられたのだが、画家としての欲望を全開させた下巻は迫力がある。」                                                 |
| 北方謙三   | 「読んでいて、不安になるところは、皆無である。強いて言えば、創造の狂気が、そばにいる人間の、業が深い、という言葉に収約されてしまっているところ、成熟期の晩年が描かれていないところなどが、いくらか気になった。受賞にふさわしい、堂々たる力作であったと思う。」                                                               |
| 林真理子   | 「第一に推すつもりで選考会に臨んだ。」「上巻は戦国の世を生き抜く等伯を描いて、まるで冒険小説のような面白さだ。そして下巻は、政治に翻弄され、陰謀と策略の世界に身を置く画家を描ききった。違う色彩で、上下巻を一気に読ませる力はさすがである。」                                                                               |
| 宮城谷昌光 | 「長谷川等伯の情熱とかれの子の久蔵の顕揚欲が旺盛であるがゆえに、危うい、という感じが、よく描けていた。それでもこの作品には、わかりにくいところがいくつかあり、読了するまでに、何度か立ちどまったことはたしかである。」 |
| 阿刀田高   | 「小説としての新しさを強く訴えるものではないが、オーソドックスな歴史小説として安定した力を強く感じた。納得のいく受賞であった。」 |
| 渡辺淳一   | 「ものごとの本質を見極めたいという絵師の性と、荒ぶる武家の血が、さまざまな事件に会う度に揺らぎ、かつ燃え盛る。」「まさしく、絵師には想像できぬ事態が次々とおきるが、それを乗り越えていく生きざまがよく描かれている。」「とくに新聞小説という舞台で、これだけの大作を安定して描ききった力量は、おおいに評価していいだろう。」 |

## 書誌情報
単行本
- 『等伯』日本経済新聞出版社 、2012年、上巻 ISBN 978-4-532-17113-1 下巻 ISBN 978-4-532-17114-8

文庫本
- 『等伯』文春文庫、2015年、上巻 ISBN 978-4-167-90442-5 下巻 ISBN 978-4-167-90443-2